# Betaf jezik
Betaf jezik (tena; ISO 639-3: bfe), papuanski jezik porodice tor-kwerba, skupine orya-tor, podskupine tor, kojim govori 600 ljudi (2005 SIL) na indonezijskom dijelu Nove Gvineje, u području istočno od Sarmija, regencija Sarmi.
Neki govore i indonezijskim [ind].

## Vanjske poveznice
- Ethnologue (14th)
- Ethnologue (15th)